# Musica sulle nuvole
Musica sulle nuvole (I Married an Angel) è un film del 1942 diretto da W.S. Van Dyke II e, non accreditato, da Roy Del Ruth. Adattamento cinematografico del musical I Married an Angel di Richard Rodgers, il film venne girato a Sherwood Forest, California.

## Produzione
Trae origine dal musical I Married an Angel di Richard Rodgers che, l'11 maggio 1938, andò in scena con successo a Broadway, allo Shubert Theatre, per la regia di Joshua Logan con Dennis King, Walter Slezak e Charles Walters arrivando 338 recite.
Prodotto dalla MGM e dalla Loew's (con il nome Loew's Incorporated), il film fu girato a Sherwood Forest, in California nell'ottobre e nel dicembre 1941. Nel gennaio 1942, furono girate delle scene aggiuntive.

## Distribuzione
Il film uscì nelle sale cinematografiche USA il 9 luglio 1942, distribuito dalla MGM.

### Date di uscita
- USA	9 luglio 1942
- Portogallo	5 maggio 1943
- Svezia	10 maggio 1943
- Australia	21 ottobre 1943
- Finlandia	15 luglio 1949

Alias
- I Married an Angel	USA (titolo originale)
- Casei com um Anjo!	Portogallo
- Casei-me com um Anjo	Brasile
- Hon var en ängel	Svezia
- Me casé con un ángel	Argentina
- Musica sulle nuvole	Italia
- Olet kaikkeni	Finlandia